# 船来山古墳群
船来山古墳群（ふなきやまこふんぐん）は岐阜県本巣市と岐阜市にまたがる船来山および郡府山上にある古墳時代前期から後期にかけて形成された群集墳。国の史跡に指定されている。

## 概要
3世紀中ごろから7世紀後半までの400年以上にわたって古墳が造成されており、確認されている古墳の数は290基と東海地方最大級であり、AからSまでの支群に分けられる。時代別では方形周溝墓ないし土壙墓に分類されるものが3基、前期古墳が20基、中期古墳が3基、後期古墳が202基あり、4世紀後半までは主尾根に造営され、それ以降は支尾根や斜面に造営された。江戸時代に名古屋城が建てられた際に古墳の石材が使われ破壊されたため、後期古墳は墳丘が明確に判別できない横穴式石室が多い。墳形は円墳、方墳、前方後円墳や前方後方墳など多様であり、出土品は土師器、須恵器等の土器の他、勾玉、管玉、切子玉、算盤玉、蜻蛉玉や雁木玉、石釧、耳環等の装飾品、鉄刀、鉄剣、鉄鉾、短甲、馬具、鉄鏃や銅鏃等の武具、鎌、鉈、鑿や鋸などの生活用具、銅鏡や円筒埴輪、朝顔形埴輪などがある。出土品からは近畿方面及び大陸とのつながりが見いだされるものが多いが、反面尾張系の須恵器は少ない。出土物は船来山古墳群出土品として岐阜県の重要文化財（考古資料）に指定されており、古墳と柿の館で見学することができる。
5号墳は前方後円墳で全長60mと船来山古墳群では最大の大きさである。
24号墳は円墳で1967年（昭和42年）7月に豪雨による土砂崩れで副葬品が確認され、上方作銘獣形鏡等の鏡5面や鉄剣などが副葬品として見つかっている。
26号墳は前方後円墳で後円部の直径が27m、全長43mで4世紀の中期から後期に三段築成で造営された。
27号墳は円墳で、鼉龍鏡（仿製鏡の一種）が出土している。
62号墳は前方後円墳で全長40m超。古墳時代前期の造営とみられ、表面は葺石でおおわれていた。富有柿の里近くにある。
98号墳は前方後円墳で全長40m。Q支群に分類される前期古墳。日本で17例目となる方形板革綴短甲が出土している。
145号墳は円墳でM支群に分類される。石室内床面に棺台の柱穴の可能性がある遺構が見られる。後期古墳中最も古い須恵器蓋坏が出土している。
154号墳は円墳でH支群に分類される。造成は6世紀中葉で、石棺はチャート製。石室内の土器は追葬のためにまとめられていた状態で出土した。
243号墳は円墳で三角縁六神鏡等5面の銅鏡が出土している。
272号墳および隣接する19号墳、274号墳は石室内部がベンガラで赤く彩色されており、赤彩古墳と呼ばれている。特に272号墳は復元作業が行われており、赤彩古墳の館で年に2回公開されている。
2018年（平成30年）に本巣市側の古墳111基を含む古墳域が国の史跡に指定された。
近隣には池田町の願成寺西塚之越古墳群、養老町の象鼻山古墳群がある。